# Maple Ridge
Maple Ridge és una concentració de població designada pel cens dels Estats Units a l'estat d'Ohio. Segons el cens del 2000 tenia 910 habitants.

## Demografia
Segons el cens del 2000, Maple Ridge tenia 910 habitants, 356 habitatges, i 264 famílies. La densitat de població era de 174,8 habitants per km².
Dels 356 habitatges en un 31,5% hi vivien nens de menys de 18 anys, en un 57,6% hi vivien parelles casades, en un 9,6% dones solteres, i en un 25,6% no eren unitats familiars. En el 20,2% dels habitatges hi vivien persones soles el 9,8% de les quals corresponia a persones de 65 anys o més que vivien soles. El nombre mitjà de persones vivint en cada habitatge era de 2,56 i el nombre mitjà de persones que vivien en cada família era de 2,94.
Per edats la població es repartia de la següent manera: un 25,2% tenia menys de 18 anys, un 7% entre 18 i 24, un 28,5% entre 25 i 44, un 24,5% de 45 a 60 i un 14,8% 65 anys o més.
L'edat mediana era de 40 anys. Per cada 100 dones de 18 o més anys hi havia 90,8 homes.
La renda mediana per habitatge era de 27.083 $ i la renda mediana per família de 31.875 $. Els homes tenien una renda mediana de 27.045 $ mentre que les dones 14.716 $. La renda per capita de la població era de 15.750 $. Aproximadament el 2,8% de les famílies i el 5,8% de la població estaven per davall del llindar de pobresa.

## Poblacions més properes
El següent diagrama mostra les poblacions més properes.